# Mustafa Arslanović
Mustafa Arslanović (Bosanski Novi, 24 febbraio 1960) è un allenatore di calcio ed ex calciatore jugoslavo, dal 1992 bosniaco, di ruolo difensore.

## Carriera

### Club
Ha giocato per un triennio, dal 1988 al 1990, in Serie A con la maglia dell'Ascoli.

### Nazionale
Il 25 marzo 1987 disputò la sua unica partita con la Jugoslavia subentrando al posto di Srečko Katanec nell'amichevole vinta contro l'Austria (4-0).

## Statistiche

### Cronologia presenze e reti in nazionale
| Cronologia completa delle presenze e delle reti in nazionale ― Jugoslavia | Cronologia completa delle presenze e delle reti in nazionale ― Jugoslavia | Cronologia completa delle presenze e delle reti in nazionale ― Jugoslavia | Cronologia completa delle presenze e delle reti in nazionale ― Jugoslavia | Cronologia completa delle presenze e delle reti in nazionale ― Jugoslavia | Cronologia completa delle presenze e delle reti in nazionale ― Jugoslavia | Cronologia completa delle presenze e delle reti in nazionale ― Jugoslavia | Cronologia completa delle presenze e delle reti in nazionale ― Jugoslavia |
| Data                                                                      | Città                                                                     | In casa                                                                   | Risultato                                                                 | Ospiti                                                                    | Competizione                                                              | Reti                                                                      | Note                                                                      |
| ------------------------------------------------------------------------- | ------------------------------------------------------------------------- | ------------------------------------------------------------------------- | ------------------------------------------------------------------------- | ------------------------------------------------------------------------- | ------------------------------------------------------------------------- | ------------------------------------------------------------------------- | ------------------------------------------------------------------------- |
| 25-3-1987                                                                 | Banja Luka                                                                | Jugoslavia                                                                | 4 – 0                                                                     | Austria                                                                   | Amichevole                                                                | -                                                                         | 36’                                                                       |
| Totale                                                                    |                                                                           | Presenze                                                                  | 1                                                                         |                                                                           | Reti                                                                      | 0                                                                         |                                                                           |

## Palmarès

### Giocatore

#### Competizioni nazionali
- Campionato jugoslavo: 1

Dinamo Zagabria: 1981-1982
- Coppa di Jugoslavia: 2

Dinamo Zagabria: 1980, 1983